# Бобслей на зимових Олімпійських іграх 1948
Змагання з бобслею на зимових Олімпійських іграх 1948 тривали з 30 січня до 7 лютого на Олімпійському бобслейному жолобі у Санкт-Моріці (Швейцарія). Розіграно 2 комплекти нагород.

## Таблиця медалей
| Місце              | Країна             | Золото | Срібло | Бронза | Загалом |
| ------------------ | ------------------ | ------ | ------ | ------ | ------- |
| 1                  | Швейцарія          | 1      | 1      | 0      | 2       |
| 2                  | США                | 1      | 0      | 2      | 3       |
| 3                  | Бельгія            | 0      | 1      | 0      | 1       |
| Загалом (3 збірні) | Загалом (3 збірні) | 2      | 2      | 2      | 6       |

## Чемпіони та призери
| Дисципліна          | Золото                                                                     | Срібло                                                                   | Бронза                                                              |
| ------------------- | -------------------------------------------------------------------------- | ------------------------------------------------------------------------ | ------------------------------------------------------------------- |
| Двійки (чоловіки)   | Швейцарія (SUI) Швейцарія II Фелікс Ендріх Фрідріх Валлер                  | Швейцарія (SUI) Швейцарія I Фріц Феєрабенд Пауль Ебергард                | США (USA) США II Фредерік Форчун Скайлер Керрон                     |
| Четвірки (чоловіки) | США (USA) США II Френсіс Тайлер Патрік Мартін Едвард Рімкус Вільям Д'Аміко | Бельгія (BEL) Бельгія I Макс Убен Фредді Мансвелд Луї-Жорж Ніль Жак Муве | США (USA) США I Джеймс Бікфорд Томас Гікс Доналд Дюпрі Вільям Дюпрі |

## Країни-учасниці
У змаганнях з бобслею на Олімпійських іграх у Санкт-Моріці взяв участь 71 спортсмен з 9-ти країн:
- Аргентина (4)
- Бельгія (5)
- Чехословаччина (4)
- Франція (10)
- Велика Британія (10)
- Італія (10)
- Норвегія (8)
- Швейцарія (8)
- США (12)